# Zedd
Anton Zaslavski (en ruso: Антон Заславский) (Sarátov; 2 de septiembre de 1989), conocido por su nombre artístico Zedd, es un DJ, remezclador y productor discográfico ruso. Criado en Kaiserslautern, Zedd saltó a la fama en 2012 con su sencillo «Clarity» (con Foxes), que alcanzó el número ocho en la lista Billboard Hot 100 y ganó el premio a la Mejor Grabación Dance en la 56.ª edición de los Premios Grammy. Sirvió como el tercer sencillo de su álbum de estudio debut homónimo (2012), cuya edición de lujo generó el sencillo «Stay The Night» (con Hayley Williams), que llegó al top 20 en Estados Unidos.   
El segundo álbum de estudio de Zedd, True Colors (2015), fue respaldado por su tercer sencillo, «I Want You to Know» (con Selena Gomez), que también llegó al top 20 de la lista Billboard Hot 100. Su sencillo de 2017, «Stay» (con Alessia Cara), alcanzó el número siete en la lista, mientras que su sencillo de 2018, «The Middle» (con Maren Morris y Grey), alcanzó el número cinco. Zedd apareció como artista invitado en el sencillo de Ariana Grande de 2014, «Break Free», que alcanzó el cuarto puesto. Lanzó su tercer álbum de estudio, Telos, el 30 de agosto de 2024.

## Primeros años
Anton Zaslavski nació el 2 de septiembre de 1989 en la ciudad rusa de Saratov (antes Rusia soviética), en una familia judía. Creció en Dansenberg, Kaiserslautern, Alemania, después de que su familia se mudara allí cuando Anton tenía tres años de edad. Es un músico de formación clásica, hijo de dos músicos. Su padre, Igor Zaslavski, es guitarrista y profesor de una escuela, y su madre es profesora de piano. Comenzó a tocar el piano a los cuatro años y la batería a los doce. Tiene un hermano mayor, Arkadi, y un medio hermano menor, Daniel.
En 2002, Zaslavski comenzó a tocar para una banda alemana de deathcore llamada Dioramic, firmada por Lifeforce Records. El interés de Zaslavski por producir música electrónica se despertó después de escuchar a Cross del dúo electrónico francés Justice.

## Carrera

### 2008-2012: Comienzos y su primer EPSpectrum
En 2008 comenzó a producir música electrónica, con gran éxito y cierta aclamación en la escena. En tan solo unos meses alcanzó un avance notable y pasó a ganar dos concursos de remixes para Beatport, en el “Armand Van Helden / Strictly Rhythm Remix Contest” y el “Fatboy Slim / Skint Remix Contest”! Esto le posibilitó ser requerido para remixar para reconocidos artistas como Lady Gaga, Black Eyed Peas, P. Diddy, Skrillex y Swedish House Mafia incluidos en las discográficas mau5trap, Interscope, Atlantic y EMI.
Su primer EP «The Anthem» ingresó en el Top 20 de las listas de Beatport. Su remix de Scary Monsters and Nice Sprites para Skrillex fue lanzado por el sello Mau5trap, y alcanzó el cuarto puesto en Beatport.
El sencillo “Dovregubben” ocupó el primer puesto en las listas de Beatport en el género electro house durante cuatro semanas. También lanzó varias producciones, como “Shave It”, “Slam The Door” y “Shotgun” para el sello discográfico OWSLA y para Dim Mak Records editó el sencillo “Stars Come Out” junto a sus respectivos remixes.
En 2012, firmó con Interscope Records y lanzó su primer sencillo bajo este sello, “Spectrum”, con las voces del cantante estadounidense Matthew Koma. Este sencillo captó buena recepción en los Estados Unidos llegando a alcanzar la cima del Hot Dance Club Play e ingresar en el Pop Songs de la revista Billboard.
También se desempeñó como productor en el sencillo “I Don't Like You” de la cantante holandesa Eva Simons, y además fue coproductor de la canción “Beauty and a Beat” junto a Max Martin para el tercer álbum de Justin Bieber, Believe, y además fue invitado como telonero en la gira del DJ Skrillex 'The Mothership Tour' que abarcó varios países de América Latina, incluido México.

### 2012-2014:Clarity
En octubre de 2012, lanzó su álbum debut titulado Clarity por el sello Interscope Records. Incluye los anteriores sencillos "Shave It" y "Spectrum" y se destaca la colaboración en el álbum de artistas como Ryan Tedder y Ellie Goulding. En 2013, el sencillo Clarity, en la que participa la cantante inglesa Foxes, obtuvo el primer lugar en el Hot Dance Club Play, y logró el número 8 en el Billboard Hot 100 e ingresó en el top 30 de la lista de éxitos del Reino Unido, siendo premiado en 2014
con el Grammy a la mejor grabación dance.
También en 2013, produjo la canción "Heaven" para la cantante japonesa Namie Amuro incluido en su álbum FEEL. Fue convocado para producir la canción "Into the Lair" para la banda sonora de Cazadores de sombras: Ciudad de hueso, la cual fue lanzada el 20 de agosto de 2013. En septiembre de 2013, lanzó el sencillo "Stay the Night" que cuenta con la colaboración de la cantante de Paramore, Hayley Williams, la cual forma parte de la edición especial de Clarity.
En 2013 coprodujo con Lady Gaga parte de las canciones que compusieron el cuarto disco de la cantante estadounidense: ARTPOP, lanzado al mercado en noviembre del 2013.
En 2014, vuelve a formar parte de una banda sonora, esta vez para la película Divergent con la canción "Find You" lanzada por el sello discográfico Spinnin' Records, con la participación de Matthew Koma y Miriam Bryant. En ese mismo año colaboró con la cantante estadounidense Ariana Grande en lo que sería el segundo sencillo del álbum My Everything de la cantante, denominado "Break Free".

### 2015-2016:True Colors
En febrero de 2015, lanzó su colaboración con Selena Gomez, titulada «I Want You to Know». Esta fue incluida en su segundo álbum de estudio, True Colors, editado el 18 de mayo de 2015; convirtiéndose en su tema más reproducido en la plataforma musical en línea Spotify.
Su tema Ignite fue la canción del Campeonato Mundial de League of Legends 2016.

### 2017-2019:Orbit
Entre 2017 y 2018, lanzó dos nuevas colaboraciones: «Stay» (con Alessia Cara) y «The Middle» (con Maren Morris & Grey), las cuales lograron grandes reconocimientos y encabezaron las listas de la mayoría de los países como en Estados Unidos, en donde entraron al top 10 del Billboard Hot 100, convirtiéndose en las dos canciones con el puesto más alto después de "Break Free" con Ariana Grande, el cual llegó al número 4. 
A comienzos del 2019, estrenó una canción llamada «365» en colaboración con la cantante y compositora estadounidense Katy Perry, la cual había sido rumoreada en enero de 2019, antes de ser filtrada por Internet. Posteriormente, ayudó en la coproducción de «Never Really Over», sencillo líder del quinto álbum de estudio de Perry, el cual, fue lanzado el 31 de mayo de 2019 a través de Capitol Records.

## Discografía
| Álbumes de estudio - 2012: Clarity - 2015: True Colors - 2024: Telos [cita requerida] EP - 2011: Autonomy EP - 2012: Spectrum EP Sencillos - 2010: "The Anthem" - 2011: "Autonomy" - 2011: "The Legend Of Zelda" - 2011: "Changes" (feat. Champions) - 2011: "Dovregubben" - 2011: "Scorpion Move" - 2011: "Shave It" - 2011: "Stars Come Out" (feat. Heather Bright) - 2012: "Slam the Door" - 2012: "Shotgun" - 2012: "Spectrum" (feat. Matthew Koma) - 2012: "Human" (con Nicky Romero) - 2012: "Stache" - 2012: "Princess High/Stache" (feat. Lady Gaga) - 2012: "Clarity" (feat. Foxes) - 2012: "Fall Into The Sky" (con Lucky Date feat. Ellie Goulding) - 2012: "Lost At Sea" (feat. Ryan Tedder) - 2013: "Stay the Night" (feat. Hayley Williams de Paramore) - 2014: "Find You" (feat. Matthew Koma & Miriam Bryant) - 2015: "Addicted to a Memory (feat. Bahari) - 2015: "I Want You to Know" (feat. Selena Gomez) - 2015: "Beautiful Now" (feat. Jon Bellion) - 2015: "Bumble Bee" (con Botnek) - 2015: "Papercut" (feat. Troye Sivan) - 2015: "Done With Love" - 2016: "Candyman" (feat. Aloe Blacc) - 2016: "True Colors" (con Kesha) - 2016: "Adrenaline" (con Grey) - 2016: "Ignite" - 2017: "Stay" (feat. Alessia Cara) - 2017: "Get Low" (feat. Liam Payne) - 2018: "Lost In Japan (Remix)" (con Shawn Mendes) - 2018: "The Middle" (con Maren Morris & Grey) - 2018: "One Strange Rock" - 2018: "Happy Now" (con Elley Duhé) - 2019: "365" (con Katy Perry) - 2019: "Good Thing" (con Kehlani) - 2020: "Inside Out" (con Griff) - 2020: "Funny" (feat. Jasmine Thompson) - 2022: "You've Got To Let Go If Want To Free" (con Disclosure) - 2022: "Follow" (con Martin Garrix) - 2022: "Make You Say" (con Maren Morris & BEAUZ) | Remixes - 2010 Moussa Clarke feat. Fisher – “Love Key” - 2010 Armand van Helden – “Witch Doktor” (Armand Van Helden Remix Contest Winner) - 2010 Fatboy Slim – “Weapon of Choice” (Skint Remix Contest Winner) - 2010 Wolfgang Gartner – “Latin Fever” - 2010 Arbre Blass – “No Regrets” (SL Curtiz & Zedd Remix) - 2010 SL Curtiz & Radio Jack - “Kid Yourself” - 2010 B.o.B. – “Nothin' On You” - 2010 FLX – “I Feel Untouched” (Zedd's Bigroom Remix) - 2010 Erick Decks – “Nasty” - 2010 Skrillex – “Scary Monsters and Nice Sprites” - 2010 Skrillex feat. Sirah – “Weekends!!!” - 2010 Black Eyed Peas – “The Time (Dirty Bit)” - 2010 David May con Max Urban – “Facebook Love” - 2011 Dan Thomas & MAB – “This Year” - 2011 Lucky Date – “Ho's & Disco's” - 2011 Periphery – “Icarus Lives!” - 2011 Diddy-Dirty Money feat. Swizz Beatz – “Ass on the Floor” - 2011 Lady Gaga – “Born This Way” - 2011 Swedish House Mafia con John Martin – “Save the World” - 2011 Lady Gaga – “Marry the Night” - 2012 Skrillex & The Doors – “Breakn' a Sweat” - 2013 Zedd feat. Foxes – “Clarity” (Zedd Union Remix) - 2013 Miriam Bryant – “Push, Play” - 2013 Empire of the Sun – “Alive” - 2013 Zedd feat. Hayley Williams – "Stay The Night” (Zedd & Kevin Drew Remix) - 2014 MAGIC! – “Rude” - 2015 Daft Punk – '“One More Time” - 2016 DJ Snake con Justin Bieber – “Let Me Love You” - 2018 Shawn Mendes & Zedd - “Lost In Japan (Remix)” Como productor - 2012 "I Don't Like You" de Eva Simons - 2012 "Beauty and a Beat" de Justin Bieber - 2013 "Heaven" de Namie Amuro - 2013 "Aura" de Lady Gaga - 2013 "G.U.Y." de Lady Gaga - 2013 "Donatella" de Lady Gaga - 2014 "Break Free" de Ariana Grande - 2019 «Never Really Over» de Katy Perry |

### Sencillos en listas
| Año                       | Título                                                | Mejores posiciones en listas | Mejores posiciones en listas | Mejores posiciones en listas | Mejores posiciones en listas | Mejores posiciones en listas | Mejores posiciones en listas | Mejores posiciones en listas | Mejores posiciones en listas | Mejores posiciones en listas | Mejores posiciones en listas | Certificaciones                                                                                                  |
| Año                       | Título                                                | ALE                          | AUS                          | AUT                          | BEL (Fla)                    | CAN                          | Hot 100                      | Dance Songs                  | NZ                           | IRL                          | RU                           | Certificaciones                                                                                                  |
| Clarity                   | Clarity                                               | Clarity                      | Clarity                      | Clarity                      | Clarity                      | Clarity                      | Clarity                      | Clarity                      | Clarity                      | Clarity                      | Clarity                      | Clarity |
| ------------------------- | ----------------------------------------------------- | ---------------------------- | ---------------------------- | ---------------------------- | ---------------------------- | ---------------------------- | ---------------------------- | ---------------------------- | ---------------------------- | ---------------------------- | ---------------------------- | --- |
| 2012                      | «Shave It»                                            | —                            | —                            | —                            | —                            | —                            | —                            | 4                            | —                            | —                            | —                            | |
| 2012                      | «Spectrum» (con Matthew Koma)                         | 80                           | —                            | 30                           | 74                           | —                            | 105                          | 1                            | —                            | —                            | —                            | - EUA: Platino                                                                                                   |
| 2012                      | «Clarity» (con Foxes)                                 | 94                           | 13                           | —                            | 38                           | 17                           | 8                            | 1                            | 13                           | 39                           | 27                           | - AUS: 2× Platino - CAN: Platino - EUA: 5× Platino - NZ: Oro - RU: Platino                                       |
| 2013                      | «Fall Into the Sky» (con Ellie Goulding & Lucky Date) | —                            | —                            | —                            | 63                           | —                            | —                            | —                            | —                            | —                            | —                            | |
| 2013                      | «Stay the Night» (con Hayley Williams)                | 15                           | 11                           | 12                           | 60                           | 20                           | 18                           | 1                            | 20                           | 8                            | 2                            | - ALE: Oro - AUS: Platino - EUA: 2× Platino - RU: Oro                                                            |
| Banda sonora de Divergent |                                                       |                              |                              |                              |                              |                              |                              |                              |                              |                              |                              | |
| 2014                      | «Find You» (con Matthew Koma y Miriam Bryant)         | —                            | 68                           | —                            | 84                           | —                            | 101                          | 1                            | —                            | —                            | —                            | |
| True Colors               |                                                       |                              |                              |                              |                              |                              |                              |                              |                              |                              |                              | |
| 2015                      | «I Want You to Know» (con Selena Gomez)               | 39                           | 22                           | 36                           | 40                           | 19                           | 17                           | 14                           | —                            | 23                           | 14                           | - AUS: Oro - EUA: Platino - RU: Plata                                                                            |
| 2015                      | «Beautiful Now» (con Jon Bellion)                     | —                            | —                            | —                            | 83                           | 59                           | 64                           | 1                            | —                            | —                            | —                            | - EUA: Platino                                                                                                   |
| 2015                      | «Papercut» (con Troye Sivan)                          | —                            | 93                           | —                            | —                            | —                            | —                            | —                            | —                            | —                            | —                            | |
| Sencillos sin álbum       |                                                       |                              |                              |                              |                              |                              |                              |                              |                              |                              |                              | |
| 2016                      | «Candyman» (con Aloe Blacc)                           | —                            | —                            | —                            | —                            | —                            | 118                          | —                            | 49                           | —                            | —                            | - EUA: Oro |
| 2016                      | «True Colors» (con Kesha)                             | —                            | 76                           | —                            | —                            | 66                           | 74                           | 38                           | —                            | 81                           | 78                           | |
| 2017                      | «Stay» (con Alessia Cara)                             | 13                           | 3                            | 6                            | 21                           | 9                            | 7                            | 1                            | 9                            | 8                            | 8                            | - BVMI: Platino - AUS: 4× Platino - BEA: Platino - CAN: 7× Platino - EUA: 5× Platino - NZ: Platino - RU: Platino |
| 2017                      | «Get Low» (con Liam Payne)                            | 75                           | 39                           | 54                           | —                            | 50                           | 91                           | 41                           | 42                           | 39                           | 26                           | - CAN: Platino - EUA: Oro - RU: Oro                                                                              |
| 2018                      | «The Middle» (con Maren Morris y Grey)                | 15                           | 7                            | 12                           | 9                            | 6                            | 5                            | 20                           | 9                            | 7                            | 7                            | - BVMI: Oro - AUS: 5× Platino - BEA: Platino - CAN: 4× Platino - EUA: 5× Platino - NZ: Platino - RU: 2× Platino  |
| 2018                      | «Happy Now» (con Elley Duhe)                          | 64                           | 27                           | 64                           | 53                           | 24                           | 58                           | 39                           | 64                           | 45                           | 90                           | - CAN: Oro - EUA: Platino - RU: Plata                                                                            |
| 2018                      | «Lost In Japan (remix)» (con Shawn Mendes)            |                              |                              |                              |                              |                              |                              |                              |                              |                              |                              | |
| 2019                      | «365» (con Katy Perry)                                | 86                           | 38                           | 70                           | 52                           | 72                           | 68                           | 28                           | 3                            | 59                           | 37                           | - CAN: Oro |
| 2019                      | «Good Thing» (con Khelani)                            |                              |                              |                              |                              |                              |                              |                              |                              |                              |                              | |

## Ranking DJmag
| DJ   | 2012 | 2013 | 2014 | 2015 | 2016 | 2017 | 2018 | 2019 | 2020 | 2021 | 2022 | 2024 |
| ---- | ---- | ---- | ---- | ---- | ---- | ---- | ---- | ---- | ---- | ---- | ---- | ---- |
| Zedd | 51.° | 24.° | 22.° | 22.° | 35.° | 29.° | 44.° | 50.° | 35.° | 64.° | 58.° | 54.° |